# باغز باني رابت رامبيج
باغز باني رابت رامبيج (بالإنجليزية: Bugs Bunny Rabbit Rampage)‏ ، هي لعبة فيديو من نوع أكشن، أنتجت عام 1993 ونشرها شركة سن سوفت اليابانية، تعمل حصرا لنظام سوبر نينتندو إنترتنمنت سيستم.

## وصلات خارجية
- Bugs Bunny Rabbit Rampage على موبي غيمز
- Bugs Bunny Rabbit Rampage at GameFAQs